# 古卡利夫齊
49°46′26″N 25°10′14″E / 49.77389°N 25.17056°E
古卡利夫齊（烏克蘭語：Гукалівці），是烏克蘭的村落，位於該國西部捷爾諾波爾州，由捷尔诺波尔区負責管轄，始建於1345年，面積1.18平方公里，2001年人口1,483，人口密度每平方公里211.2人。